# 6194 Деналі
6194 Деналі (6194 Denali) — астероїд головного поясу. Відкритий 12 жовтня 1990 року Робертом Макнотом. Названий на честь найвищого піка Північної Америки — Деналі (до 2015 року — Мак-Кінлі).
Тіссеранів параметр щодо Юпітера — 3,515.